# 596
| 596                |
| ------------------ |
| Dødsfald - Fødsler |
|                    |

| Gregoriansk kalender | 596 DXCVI               |
| Ab urbe condita      | 1349                    |
| Armensk kalender     | 45 ԹՎ ԽԵ                |
| Kinesiske kalender   | 3292 – 3293 乙卯 – 丙辰 |
| Etiopisk kalender    | 588 – 589               |
| Jødisk kalender      | 4356 – 4357             |
| Hindukalendere       |                         |
| - Vikram Samvat      | 651 – 652               |
| - Shaka Samvat       | 518 – 519               |
| - Kali Yuga          | 3697 – 3698             |
| Iransk kalender      | 26 BP – 25 BP           |
| Islamisk kalender    | 27 BH – 26 BH           |

Se også 596 (tal)